# 卡瑞爾·羅登
卡瑞爾·羅登（Karel Roden，1962年5月18日—）是捷克的一位演員，生于捷克斯洛伐克捷克布杰约维采，祖父和父亲都是演员，曾出演电影《地狱男爵》、《谍影重重2》，在游戏《侠盗猎车手IV》中担任配音。他曾就讀於布拉格表演藝術學院。1990年代，他曾在倫敦生活過，並因此進入國際舞台。他獲得過捷克獅王獎的最佳男主角獎。